# ADO Den Haag in het seizoen 2019/20 (vrouwen)
Het seizoen 2019/2020 was het 13e jaar in het bestaan van de Haagse vrouwenvoetbalclub ADO Den Haag. De club kwam uit in de Eredivisie, deze werd door de coronacrisis echter niet uitgespeeld. Door deze maatregel is de club op de vijfde plaats geëindigd. Naast de deelname aan de Eredivisie zou er ook worden deelgenomen aan het toernooi om de KNVB beker. Ook het bekertoernooi werd niet afgemaakt. De eerste editie van de Eredivisie Cup werd wel uitgespeeld, de club eindigde op de 3e plaats.

## Wedstrijdstatistieken

### Eredivisie
|       | Ajax  | Alkmaar | Excelsior/Barendrecht | sc Heerenveen | PEC Zwolle | PSV   | FC Twente |
| ----- | ----- | ------- | --------------------- | ------------- | ---------- | ----- | --------- |
| Thuis | 1 – 0 | –       | 0 – 0                 | 1 – 2         | 1 – 2      | 0 – 1 | 0 – 1     |
| Uit   | 1 – 0 | 1 – 1   | 1 – 3                 | –             | 2 – 4      | 1 – 1 | 4 – 0     |

### KNVB beker
| Achtste finale                            | FC Berghuizen | 0 – 9 (0 – 5) | ADO Den Haag |
| Plaats: Oldenzaal Sportpark 't Venterinck |               |               | 18', 43' Jannette van Belen 20', 60' Jaimy Ravensbergen 31' Nadine Noordam 39', 68' Maartje Looijen 55' Marisa Olislagers 83' Chasity Grant |
| Kwartfinale                               | ADO Den Haag  | – ( – )       | Ter Leede |
| Plaats: Den Haag Cars Jeans Stadion       |               |               | |

### Eredivisie Cup
| Eerste ronde                            | VV Alkmaar                                                  | 1 – 1 (1 – 1) | ADO Den Haag                                |
| Plaats: Alkmaar Sportpark Robonsbosweg  | Chimera Ripa 23'                                            |               | 34' Nadine Noordam                          |
| Eerste ronde                            | ADO Den Haag                                                | 3 – 1 (3 – 0) | VV Alkmaar                                  |
| Plaats: Den Haag Cars Jeans Stadion     | Maartje Looijen 3' Nadine Noordam 11' Marisa Olislagers 32' |               | 57' Chanté Dompig                           |
| Tweede ronde                            | Excelsior/Barendrecht                                       | 1 – 2 (1 – 1) | ADO Den Haag                                |
| Plaats: Rotterdam Sportpark de Bongerd  | Julia Ibes 12'                                              |               | 15' Jaimy Ravensbergen 72' Shanique Dessing |
| Tweede ronde                            | ADO Den Haag                                                | 2 – 2 (1 – 0) | Excelsior/Barendrecht                       |
| Plaats: Den Haag Cars Jeans Stadion     | Chasity Grant 9', 63'                                       |               | 71' Jolina Amani 75' Nidia Bos              |
| Derde ronde                             | Ajax                                                        | 0 – 1 (0 – 0) | ADO Den Haag                                |
| Plaats: Den Haag Cars Jeans Stadion     |                                                             |               | 89' Anne Sellies                            |
| Derde ronde                             | ADO Den Haag                                                | 2 – 2 (1 – 0) | Ajax                                        |
| Plaats: Amsterdam Sportpark De Toekomst | Celainy Obispo 37' Jannette van Belen 79'                   |               | 78' Vanity Lewerissa 80' (e.d.) Julia Kagie |

## Statistieken ADO Den Haag 2019/2020

### Eindstand ADO Den Haag in de Nederlandse Eredivisie Vrouwen 2019 / 2020
| Stand | Gespeeld | Gewonnen | Gelijk | Verloren | Punten | Doelpunten voor | Doelpunten tegen | Gele kaarten | Rode kaarten |
| ----- | -------- | -------- | ------ | -------- | ------ | --------------- | ---------------- | ------------ | ------------ |
| 5e    | 12       | 3        | 3      | 6        | 12     | 12              | 16               | 7            | 1            |

### Topscorers
| #      | Naam               | Goal |
| ------ | ------------------ | ---- |
| 1.     | Chasity Grant      | 4    |
| 1.     | Maartje Looijen    | 4    |
| 3.     | Shanique Dessing   | 1    |
| 3.     | Gwyneth Hendriks   | 1    |
| 3.     | Marisa Olislagers  | 1    |
| 3.     | Jaimy Ravensbergen | 1    |
| Totaal | Totaal             | 12   |

| #      | Naam               | Goal |
| ------ | ------------------ | ---- |
| 1.     | Jannette van Belen | 2    |
| 1.     | Maartje Looijen    | 2    |
| 1.     | Jaimy Ravensbergen | 2    |
| 4.     | Chasity Grant      | 1    |
| 4.     | Nadine Noordam     | 1    |
| 4.     | Marisa Olislagers  | 1    |
| Totaal | Totaal             | 9    |

| #      | Naam               | Goal |
| ------ | ------------------ | ---- |
| 1.     | Chasity Grant      | 2    |
| 1.     | Nadine Noordam     | 2    |
| 3.     | Jannette van Belen | 1    |
| 3.     | Shanique Dessing   | 1    |
| 3.     | Maartje Looijen    | 1    |
| 3.     | Celainy Obispo     | 1    |
| 3.     | Marisa Olislagers  | 1    |
| 3.     | Jaimy Ravensbergen | 1    |
| 3.     | Anne Sellies       | 1    |
| Totaal | Totaal             | 11   |

### Kaarten
| #      | Naam              | Kreeg geel |
| ------ | ----------------- | ---------- |
| 1.     | Kim Mourmans      | 2          |
| 2.     | Gwyneth Hendriks  | 1          |
| 2.     | Sharon Kok        | 1          |
| 2.     | Maartje Looijen   | 1          |
| 2.     | Nadine Noordam    | 1          |
| 2.     | Pleun Raaijmakers | 1          |
| Totaal | Totaal            | 7          |

| #      | Naam       | Kreeg voor de tweede keer geel en dus rood |
| ------ | ---------- | ------------------------------------------ |
| 1.     | Sharon Kok | 1                                          |
| Totaal | Totaal     | 1                                          |

| #      | Naam           | Weggestuurd |
| ------ | -------------- | ----------- |
| –      | Geen speelster | –           |
| Totaal | Totaal         | 0           |

## Voetnoten
ADO Den Haag · 
Ajax · 
VV Alkmaar · 
Excelsior/Barendrecht · 
sc Heerenveen · 
PEC Zwolle · 
PSV · 
FC Twente